# アクセント (芸能プロダクション)
株式会社アクセント（英: aksent）は、日本の芸能事務所。日本芸能マネージメント事業者協会・日本声優事業社協議会会員。主に声優・ナレーターのマネージメントを行っている。

## 経歴
1987年（昭和62年）5月28日に設立された。子会社として、株式会社シャイン（アクセント附属養成所）がある。シャインの所長は一龍斎春水（麻上洋子）。2012年1月10日に本社を移転した。

## 所属タレント

### 男性
| あ行 - 青木強 - 秋葉恭平 - あたか誠 - 荒木寿茂 - 有沢俊浩 - 指宿真斗 - 岩城泰司 - 浦田優 - 大森章督 か行 - 影平隆一 - 風間勇刀 - 加藤亮夫 - 北村昭久 - 北村謙次 - 高坂宙 - こねり翔 - 小林かつのり | さ行 - 斎藤凌 - 阪口周平 - 坂詰貴之 - 佐々木健 - 佐藤健輔 - 佐藤ひろし - 下川涼 - 白石稔 - 杉山大 - 鈴木正和 - 関口雄吾 - 蘇武健治 | た行 - 平拳 - 高瀬右光 - 田中一永 - 藤翔平 な行 - 中川慶一 - 西健亮 は行 - バトリ勝悟 - 羽鳥佑 - 平尾卓雅 - 星光明 - 堀江一眞 | ま行 - 水嶋光 - 宮林康 - 宮本克哉 や行 - 山田浩貴 - 山本満太 わ行 - 渡辺克己 - 渡部俊樹 |

### 女性
| あ行 - 青木邦枝 - 安達まり - 一龍斎春水 - 一色令子 - 井本ケイ - うえだ星子 - おかまるみ - 鬼丸禎子 | か行 - 片山加奈 - 加藤沙織 - 金澤まい - 川瀬晶子 - 栞菜 - 菊地瞳 - 木村香央里 - グウェン・グライムズ - 工藤夕希 - 後藤波 - 小林梢 - 古俣有紀枝 さ行 - 斎藤恵理 - 笹森亜希 - 佐藤ゆうこ - 椎名倫子 - 島田夏美 - 清水理沙 - 杉山あいり - 鈴宮早織 - 空見ゆき | た行 - 大黒優美子 - 髙月希海 - 種市桃子 な行 - 中上育実 - 中村美怜 - 中山依里子 - 西田望見 - 野々山恵梨 は行 - 塙英子 - 平川めぐみ - 平田絵里子 - 平塚未玖 - 古谷佳乃 - 堀井千砂 | ま行 - 松田喜実 - 南野こころ - 宮島えみ - 村田博美 や行 - 山口眞弓 - 山咲しづ香 - 山田唯菜 - ゆう花 - 吉沢希梨 - 吉田彩希 わ行 - 和香 - わくさわりか - 渡辺広子 - 渡部真子 |

### 新人
| 男性 - 阿部詩央 - 荻野雄斗 - 形屋きさら - 北川翔紀 - 清水智也 - 松岡直希 - 道浦佑馬 | 女性 - 一ノ瀬七都子 - 岡田夏実 - 坂井柚月 - 紫月くるみ - 鮮于恩 - 空本知花 - 福海亜沙陽 - 村上桃子 - 横浜郁音 - 吉田彩希 - 和田あかり |

### 預かり
| 男性 - 勝田直樹 - 木内嶺男 - 成田浬 - 林家うん平 - 堀田進一 - 涼賢 | 女性 - AYUKO - 市邑咲 - うのちひろ - 木内さや香 - 齋暢子 - 城間章子 - 出口沙樹 - 広瀬有香 - 松本美和 |

## 所属していた主な声優

### 男性
- 石井マーク（フリー）
- 石塚運昇（青二プロダクションに移籍後死去）
- 石塚堅
- 伊藤栄次（現所属：プランダス）
- うさみ航（現所属：ワンダースペース）
- 遠藤圭一郎
- 大山尚雄
- 小原雅人
- 川中子雅人（現所属：プロダクション・エース）
- 近藤隆幸（現所属：アーティストクルー）
- 櫻庭裕士（現所属：ヘリンボーン）
- 園田泰隆
- 立岡耕造
- 田中哲司（現所属：鈍牛倶楽部）
- 谷昌樹（現所属：青二プロダクション）
- 玉木雅士（現所属：大沢事務所）
- 成田剣（フリー）
- 乃村健次（現所属：青二プロダクション）
- 橋本晃一（現所属：センテナリア）
- 林理幹
- 前川建志
- 丸山純路（フリー）
- 三田松五郎
- 茂垣周平（在籍中に死去）
- 吉岡ふみお（フリー）

### 女性
- 阿川りょう
- あきやまるな（81プロデュースに移籍後死去）
- 浅木舞（フリー）
- 雨宮かずみ（引退）
- 岡田純子（フリー）
- 小口久仁子（現所属：プロダクション・タンク）
- KAORI
- 香川葉月
- 志田有彩（現所属：大沢事務所）
- 鈴木佑梨（現所属：プロダクション・タンク/ボイスワークス）
- 高梁碧（現所属：ステイラック）
- 髙梨愛（現所属：NAVUE）
- タルタエリ
- 津村まこと（現所属：青二プロダクション）
- 寺依沙織（フリー）
- 徳光由禾（フリー）
- 西島麻紘（フリー）
- 野浜たまこ
- 萩谷麻理奈（現所属：Jac in production）
- 橋爪紋佳（現所属：テアトル・エコー）
- 葉月絵理乃
- 花島あや花
- 平野文（現所属：青二プロダクション）
- 福田晃子（現所属：オフィスケイアール/ボイスワークス）
- 松浦このみ（現所属：gusuto de piro主宰）
- 松来未祐（81プロデュースに移籍後死去）
- ユリン千晶（現所属：青二プロダクション）